# Larwa Prometeusza
Larwa Prometeusza – rodzaj larwy w cyklu życiowym lejkogębców.

## Budowa
Larwa Prometeusza jest niewielkich rozmiarów. Jeszcze wewnątrz stadium troficznego osiąga od 80 do 102 μm długości. Kiedy się uwolni, może być nieco większa. W przedniej części jej małego ciała znajduje się pole rzęsek, które umożliwia larwie poruszanie się. Ponadto zaopatrzona jest w dwie długie rzęski. Nie ma natomiast żadnych narządów rozrodczych. W ciele larwy Prometeusza rozwijają się samce, trójkątnego kształtu, rozmiarów 24 na 28 μm, które będą już miały dwa pola rzęsek i narządy rozrodcze w postaci nieparzystego jądra i penisa. Larwa Prometeusza nie pobiera pokarmu (u Cycliophora odżywiają się jedynie formy osiadłe).

## Rola w cyklu życiowym
Larwa Prometeusza powstaje wewnątrz stadium troficznego lejkogębca. Wytwarzana jest bez udziału rozmnażania płciowego. Uwalnia się ona i następnie umocowuje na osobniku troficznym. Jest nazywana tzw. pierwotnym samcem. Właściwy, karłowaty samiec rozwija się w cele larwy Prometeusza. Wobec powyższego larwa ta uczestniczy w rozmnażaniu płciowym lejkogębców, na które zwierzęta te decydują się wraz z wylinką ich gospodarza (lejkogębce mogą bowiem rozmnażać się bezpłciowo, z występowaniem jedynie stadium troficznego i larwy Pandory).